# Toutainville
Toutainville település Franciaországban, Eure megyében. Lakosainak száma 1280 fő (2022. január 1.). Toutainville Pont-Audemer községgel határos.

## Népesség
A település népessége az elmúlt években az alábbi módon változott:
| Lakosok száma | 764  | 909  | 960  | 1102 | 1304 | 1322 | 1344 | 1311 | 1294 | 1280 |
|               | 1968 | 1982 | 1990 | 2006 | 2013 | 2015 | 2017 | 2019 | 2020 | 2022 |